# Emi Nakajima
Pour les articles homonymes, voir Nakajima.
Emi Nakajima (中島 依美, Nakajima Emi)  est une joueuse de football japonaise née le 27 septembre 1990 à Shiga.
Depuis 2009, elle évolue dans le club de l'INAC Kobe Leonessa.